# Liste der französischen Meister im Eiskunstlauf
Die Liste der französischen Meister im Eiskunstlauf listet die französischen Eiskunstlaufmeister seit 1908 sowie wenn bekannt die Zweit- und Drittplatzierten.
Die Französischen Meisterschaften im Eiskunstlauf sind ein nationales Turnier, das jährlich abgehalten wird, um die besten Eiskunstläufer Frankreichs in der Herren-, Damen-, Paar- und Eistanzkonkurrenz zu ermitteln.

## Medaillengewinner

### Männer
| Jahr      | Ort                  | Meister                | Vize                | Dritter                |
| --------- | -------------------- | ---------------------- | ------------------- | ---------------------- |
| 1908      | Chamonix             | Louis Magnus           |                     |                        |
| 1909      | Chamonix             | Louis Magnus           |                     |                        |
| 1910      | Paris                | Louis Magnus           |                     |                        |
| 1911      | Paris                | Louis Magnus           |                     |                        |
| 1912      | Paris                | L. Trugard             |                     |                        |
| 1913      | Paris                | Francis Pigueron       |                     |                        |
| 1914      | Paris                | José Carvajal          |                     |                        |
| 1915–1919 | keine Wettbewerbe    | keine Wettbewerbe      | keine Wettbewerbe   | keine Wettbewerbe      |
| 1920      | Paris                | Francis Pigueron       |                     |                        |
| 1921      | Font-Romeu           | Francis Pigueron       |                     |                        |
| 1922      | Paris                | Francis Pigueron       |                     |                        |
| 1923      | Paris                | Francis Pigueron       |                     |                        |
| 1924      | Paris                | Pierre Brunet          |                     |                        |
| 1925      | Paris                | Pierre Brunet          |                     |                        |
| 1926      | Paris                | kein Wettbewerb        | kein Wettbewerb     | kein Wettbewerb        |
| 1927      | Paris                | Pierre Brunet          |                     |                        |
| 1928      | Paris                | Pierre Brunet          |                     |                        |
| 1929      | Chamonix             | Pierre Brunet          |                     |                        |
| 1930      | Mont Revard          | Pierre Brunet          |                     |                        |
| 1931      | Font-Romeu           | Pierre Brunet          |                     |                        |
| 1932      | Paris                | Jean Henrion           | Georges Torchon     |                        |
| 1933      | Paris                | Jean Henrion           |                     |                        |
| 1934      | Chamonix             | Jean Henrion           |                     |                        |
| 1935      | Paris                | Jean Henrion           |                     |                        |
| 1936      | Paris                | Jean Henrion           | Jacques Favart      |                        |
| 1937      | Paris                | Jean Henrion           | Jacques Favart      |                        |
| 1938      | Paris                | Jean Henrion           | Jacques Favart      |                        |
| 1939      | Paris                | Jean Henrion           | Jacques Favart      |                        |
| 1940–1941 | keine Wettbewerbe    | keine Wettbewerbe      | keine Wettbewerbe   | keine Wettbewerbe      |
| 1942      | Paris                | Jacques Favart         |                     |                        |
| 1943–1945 | keine Wettbewerbe    | keine Wettbewerbe      | keine Wettbewerbe   | keine Wettbewerbe      |
| 1946      | Paris                | Paul Gaudin            |                     |                        |
| 1947      | Paris                | Guy Pigier             |                     |                        |
| 1948      | Paris                | Guy Pigier             |                     |                        |
| 1949      | Paris                | Tony Font              |                     |                        |
| 1950      | Paris                | Tony Font              |                     |                        |
| 1951      | Paris                | Alain Giletti          |                     |                        |
| 1952      | Paris                | Alain Giletti          |                     |                        |
| 1953      | Paris                | Alain Giletti          |                     |                        |
| 1954      | Paris                | Alain Giletti          | Alain Calmat        |                        |
| 1955      | Lyon                 | Alain Giletti          | Alain Calmat        |                        |
| 1956      | Boulogne-Billancourt | Alain Giletti          | Alain Calmat        |                        |
| 1957      | Boulogne-Billancourt | Alain Giletti          | Alain Calmat        |                        |
| 1958      | Boulogne-Billancourt | Alain Calmat           | Alain Giletti       |                        |
| 1959      | Boulogne-Billancourt | Alain Giletti          | Alain Calmat        | no other competitors   |
| 1960      | Boulogne-Billancourt | Alain Giletti          | Alain Calmat        |                        |
| 1961      | Boulogne-Billancourt | Alain Giletti          | Alain Calmat        | Robert Dureville       |
| 1962      | Boulogne-Billancourt | Alain Calmat           | Robert Dureville    | Alain Trouillet        |
| 1963      | Boulogne-Billancourt | Alain Calmat           | Robert Dureville    | Philippe Pélissier     |
| 1964      | Boulogne-Billancourt | Alain Calmat           | Robert Dureville    | Philippe Pélissier     |
| 1965      | Boulogne-Billancourt | Alain Calmat           | Robert Dureville    | Patrick Péra           |
| 1966      | Boulogne-Billancourt | Patrick Péra           | Robert Dureville    | Philippe Pélissier     |
| 1967      | Boulogne-Billancourt | Patrick Péra           | Robert Dureville    | Philippe Pélissier     |
| 1968      | Lyon                 | Patrick Péra           | Philippe Pélissier  | Jacques Mrozek         |
| 1969      | Boulogne-Billancourt | Patrick Péra           | Philippe Pélissier  | Jacques Mrozek         |
| 1970      | Boulogne-Billancourt | Patrick Péra           | Jacques Mrozek      | Didier Gailhaguet      |
| 1971      | Megève               | Patrick Péra           | Jacques Mrozek      | Didier Gailhaguet      |
| 1972      | Chamonix             | Patrick Péra           | Didier Gailhaguet   | Willy Bargauan         |
| 1973      | Strasbourg           | Jacques Mrozek         | Pascal Delorme      | Christophe Boyadjian   |
| 1974      | Boulogne-Billancourt | Didier Gailhaguet      | Pascal Delorme      | Gilles Beyer           |
| 1975      | Reims                | Didier Gailhaguet      | Gilles Beyer        | Jean-Christophe Simond |
| 1976      | Asnières-sur-Seine   | Jean-Christophe Simond | Gilles Beyer        | Christophe Boyadjian   |
| 1977      | Amiens               | Jean-Christophe Simond | Pierre Lamine       | Gilles Beyer           |
| 1978      | Belfort              | Gilles Beyer           | Michel Lotz         | Christophe Boyadjian   |
| 1979      | Tours                | Jean-Christophe Simond | Michel Lotz         | Patrice Macrez         |
| 1980      | Reims                | Jean-Christophe Simond | Patrice Macrez      | Gilles Beyer           |
| 1981      | Anglet               | Jean-Christophe Simond | Patrice Macrez      | Didier Monge           |
| 1982      | Asnières-sur-Seine   | Jean-Christophe Simond | Philippe Paulet     | Didier Monge           |
| 1983      | Bordeaux             | Jean-Christophe Simond | Laurent Depouilly   | Fernand Fédronic       |
| 1984      | Megève               | Jean-Christophe Simond | Laurent Depouilly   | Fernand Fédronic       |
| 1985      | Belfort              | Fernand Fédronic       | Philippe Roncoli    | Laurent Depouilly      |
| 1986      | Franconville         | Laurent Depouilly      | Philippe Roncoli    | Frédéric Harpagès      |
| 1987      | Épinal               | Philippe Roncoli       | Frédéric Harpagès   | Fernand Fédronic       |
| 1988      | Grenoble             | Frédéric Lipka         | Axel Médéric        | Fernand Fédronic       |
| 1989      | Caen                 | Axel Médéric           | Éric Millot         | Nicolas Pétorin        |
| 1990      | Annecy               | Éric Millot            | Philippe Candeloro  | Frédéric Harpagès      |
| 1991      | Reims                | Éric Millot            | Philippe Candeloro  | Nicolas Pétorin        |
| 1992      | Colombes             | Éric Millot            | Nicolas Pétorin     | Philippe Candeloro     |
| 1993      | Grenoble             | Éric Millot            | Philippe Candeloro  | Nicolas Pétorin        |
| 1994      | Grenoble             | Philippe Candeloro     | Éric Millot         | Thierry Cerez          |
| 1995      | Bordeaux             | Philippe Candeloro     | Éric Millot         | Thierry Cerez          |
| 1996      | Albertville          | Philippe Candeloro     | Éric Millot         | Thierry Cerez          |
| 1997      | Amiens               | Philippe Candeloro     | Thierry Cerez       | Laurent Tobel          |
| 1998      | Briançon             | Thierry Cerez          | Laurent Tobel       | Gabriel Monnier        |
| 1999      | Lyon                 | Laurent Tobel          | Vincent Restencourt | Thierry Cerez          |
| 2000      | Courchevel           | Stanick Jeannette      | Gabriel Monnier     | Vincent Restencourt    |
| 2001      | Briançon             | Stanick Jeannette      | Frédéric Dambier    | Vincent Restencourt    |
| 2002      | Grenoble             | Gabriel Monnier        | Frédéric Dambier    | Brian Joubert          |
| 2003      | Asnières-sur-Seine   | Brian Joubert          | Stanick Jeannette   | Frédéric Dambier       |
| 2004      | Briançon             | Brian Joubert          | Frédéric Dambier    | Stanick Jeannette      |
| 2005      | Rennes               | Brian Joubert          | Frédéric Dambier    | Samuel Contesti        |
| 2006      | Besançon             | Brian Joubert          | Samuel Contesti     | Alban Préaubert        |
| 2007      | Orléans              | Brian Joubert          | Yannick Ponsero     | Samuel Contesti        |
| 2008      | Megève               | Brian Joubert          | Yannick Ponsero     | Alban Préaubert        |
| 2009      | Colmar               | Yannick Ponsero        | Florent Amodio      | Alban Préaubert        |
| 2010      | Marseille            | Florent Amodio         | Yannick Ponsero     | Alban Préaubert        |
| 2011      | Tours                | Brian Joubert          | Florent Amodio      | Alban Préaubert        |
| 2012      | Dammarie-les-Lys     | Brian Joubert          | Florent Amodio      | Chafik Besseghier      |
| 2013      | Straßburg            | Florent Amodio         | Chafik Besseghier   | Romain Ponsart         |
| 2014      | Vaujany              | Florent Amodio         | Brian Joubert       | Chafik Besseghier      |
| 2015      | Megève               | Florent Amodio         | Romain Ponsart      | Chafik Besseghier      |
| 2016      | Épinal               | Chafik Besseghier      | Florent Amodio      | Simon Hocquaux         |
| 2017      | Caen                 | Kévin Aymoz            | Chafik Besseghier   | Romain Ponsart         |
| 2018      | Nantes               | Chafik Besseghier      | Kévin Aymoz         | Romain Ponsart         |
| 2019      | Vaujany              | Kévin Aymoz            | Adam Siao Him Fa    | Adrien Tesson          |
| 2020      | Dunkerque            | Kévin Aymoz            | Adam Siao Him Fa    | Romain Ponsart         |
| 2021      | Vaujany              | Kévin Aymoz            | Adam Siao Him Fa    | Romain Ponsart         |
| 2022      | Cergy                | Kévin Aymoz            | Adam Siao Him Fa    | Luc Economides         |
| 2023      | Rouen                | Adam Siao Him Fa       | Kévin Aymoz         | François Pitot         |
| 2024      | Vaujany              | Adam Siao Him Fa       | Luc Economides      | François Pitot         |
| 2025      | Annecy               | Kévin Aymoz            | François Pitot      | Luc Economides         |

### Frauen
| Jahr      | Ort                  | Meister                          | Vize                     | Dritter                  |
| --------- | -------------------- | -------------------------------- | ------------------------ | ------------------------ |
| 1909      | Chamonix             | Yvonne Lacroix                   |                          |                          |
| 1910      | Paris                | Anita Nahmias                    |                          |                          |
| 1911      | Paris                | Simone Poujade                   |                          |                          |
| 1912      | Paris                | Anita del Monte-Nahmias          |                          |                          |
| 1913      | Paris                | Simone Poujade                   |                          |                          |
| 1914      | Paris                | Simone Poujade                   |                          |                          |
| 1915–1919 | keine Wettbewerbe    | keine Wettbewerbe                | keine Wettbewerbe        | keine Wettbewerbe        |
| 1921      | Paris                | Andrée Joly                      |                          |                          |
| 1922      | Paris                | Andrée Joly                      |                          |                          |
| 1923      | Paris                | Andrée Joly                      |                          |                          |
| 1924      | Paris                | Andrée Joly                      |                          |                          |
| 1925      | Paris                | Andrée Joly                      |                          |                          |
| 1926      | Paris                | Andrée Joly                      |                          |                          |
| 1927      | Paris                | Andrée Joly                      |                          |                          |
| 1928      | Paris                | Andrée Joly                      |                          |                          |
| 1929      | Chamonix             | Andrée Joly                      |                          |                          |
| 1930      | Mont Revard          | Andrée Brunet-Joly               |                          |                          |
| 1931      | Font-Romeu           | Gaby Clericetti                  |                          |                          |
| 1932      | Paris                | Gaby Clericetti                  | Jacqueline Vaudecrane    |                          |
| 1933      | Paris                | Gaby Clericetti                  |                          |                          |
| 1934      | Chamonix             | Gaby Clericetti                  |                          |                          |
| 1935      | Paris                | Gaby Clericetti                  |                          |                          |
| 1936      | Paris                | Gaby Clericetti                  | Jacqueline Vaudecrane    |                          |
| 1937      | Paris                | Jacqueline Bossoutrot-Vaudecrane |                          |                          |
| 1938      | Paris                | Jacqueline Bossoutrot-Vaudecrane |                          |                          |
| 1939      | Paris                | Betty Hendricqx                  |                          |                          |
| 1940–1941 | keine Wettbewerbe    | keine Wettbewerbe                | keine Wettbewerbe        | keine Wettbewerbe        |
| 1942      | Paris                | Denise Fayolle                   |                          |                          |
| 1943–1945 | keine Wettbewerbe    | keine Wettbewerbe                | keine Wettbewerbe        | keine Wettbewerbe        |
| 1946      | Paris                | Denise Fayolle                   |                          |                          |
| 1947      | Paris                | Jacqueline du Bief               |                          |                          |
| 1948      | Paris                | Jacqueline du Bief               |                          |                          |
| 1949      | Paris                | Jacqueline du Bief               |                          |                          |
| 1950      | Paris                | Jacqueline du Bief               |                          |                          |
| 1951      | Paris                | Jacqueline du Bief               |                          |                          |
| 1952      | Paris                | Jacqueline du Bief               |                          |                          |
| 1953      | Paris                | Liliane Caffin-Madaule           |                          |                          |
| 1954      | Paris                | Maryvonne Huet                   |                          |                          |
| 1955      | Lyon                 | Maryvonne Huet                   | Michèle Allard           | Gilberte Naboudet        |
| 1956      | Boulogne-Billancourt | Michèle Allard                   | Dany Rigoulot            | Gilberte Naboudet        |
| 1957      | Boulogne-Billancourt | Maryvonne Huet                   | Corinne Altmann          |                          |
| 1958      | Boulogne-Billancourt | Dany Rigoulot                    | Nicole Erdos             | Nicole Hassler           |
| 1959      | Boulogne-Billancourt | Dany Rigoulot                    | Nicole Hassler           | Corinne Altmann          |
| 1960      | Boulogne-Billancourt | Nicole Hassler                   | Danièle Giraud           |                          |
| 1961      | Boulogne-Billancourt | Dany Rigoulot                    | Nicole Hassler           | Danièle Giraud           |
| 1962      | Boulogne-Billancourt | Nicole Hassler                   | Danièle Giraud           | Laurence Berjoan         |
| 1963      | Boulogne-Billancourt | Nicole Hassler                   | Micheline Joubert        | Geneviève Burdel         |
| 1964      | Boulogne-Billancourt | Nicole Hassler                   | Denise Neanne            | Geneviève Burdel         |
| 1965      | Boulogne-Billancourt | Nicole Hassler                   | Sylvaine Duban           | Denise Neanne            |
| 1966      | Boulogne-Billancourt | Nicole Hassler                   | Micheline Joubert        | Denise Neanne            |
| 1967      | Boulogne-Billancourt | Sylvaine Duban                   | Micheline Joubert        | Denise Neanne            |
| 1968      | Lyon                 | Sylvaine Duban                   | Micheline Joubert        | Joëlle Cartaux           |
| 1969      | Boulogne-Billancourt | Joëlle Cartaux                   | Arielle Contamine        | Christiane Duchatel      |
| 1970      | Boulogne-Billancourt | Joëlle Cartaux                   | Arielle Contamine        | Elisabeth Louesdon       |
| 1971      | Megève               | Joëlle Cartaux                   | Marie-Claude Bierre      | Marie-Hèlène Panet       |
| 1972      | Chamonix             | Marie-Claude Bierre              | Joëlle Cartaux           | Marie-Hèlène Panet       |
| 1973      | Strasbourg           | Marie-Claude Bierre              | Christine Strohl         | Dominique Faure          |
| 1974      | Boulogne-Billancourt | Marie-Claude Bierre              | Marie-Hélène Panet       | Sabine Fuchs             |
| 1975      | Reims                | Marie-Claude Bierre              | Sabine Fuchs             | Marie-Reine Le Gougne    |
| 1976      | Asnières-sur-Seine   | Marie-Claude Bierre              | Anne-Sophie de Kristoffy | Sylvie Doulat            |
| 1977      | Amiens               | Marie-Claude Bierre              | Anne-Sophie de Kristoffy | Marie-Reine Le Gougne    |
| 1978      | Belfort              | Anne-Sophie de Kristoffy         | Isabelle Deneux          | Sophie Bojé              |
| 1979      | Tours                | Anne-Sophie de Kristoffy         | Cécile Antonelli         | Véronique Lamarque       |
| 1980      | Reims                | Anne-Sophie de Kristoffy         | Cécile Antonelli         | Béatrice Farinacci       |
| 1981      | Anglet               | Cécile Antonelli                 | Béatrice Farinacci       | Anne-Sophie de Kristoffy |
| 1982      | Asnières-sur-Seine   | Béatrice Farinacci               | Anne-Sophie de Kristoffy | Sophie Cuissot           |
| 1983      | Bordeaux             | Agnès Gosselin                   | Béatrice Farinacci       | Sophie Cuissot           |
| 1984      | Megève               | Agnès Gosselin                   | Nathalie Duquesne        | Sophie Cuissot           |
| 1985      | Belfort              | Agnès Gosselin                   | Florence Copp            | Nathalie Duquesne        |
| 1986      | Franconville         | Agnès Gosselin                   | Florence Copp            | Nathalie Duquesne        |
| 1987      | Épinal               | Agnès Gosselin                   | Florence Albert          | Florence Copp            |
| 1988      | Grenoble             | Agnès Gosselin                   | Claude Péri              | Sandrine Bache           |
| 1989      | Caen                 | Surya Bonaly                     | Claude Péri              | Sandra Garde             |
| 1990      | Annecy               | Surya Bonaly                     | Laetitia Hubert          | Sandra Garde             |
| 1991      | Reims                | Surya Bonaly                     | Laetitia Hubert          | Cécile Tribolet          |
| 1992      | Colombes             | Surya Bonaly                     | Laetitia Hubert          | Marie-Pierre Leray       |
| 1993      | Grenoble             | Surya Bonaly                     | Marie-Pierre Leray       | Laetitia Hubert          |
| 1994      | Grenoble             | Surya Bonaly                     | Marie-Pierre Leray       | Laetitia Hubert          |
| 1995      | Bordeaux             | Surya Bonaly                     | Marie-Pierre Leray       | Laetitia Hubert          |
| 1996      | Albertville          | Surya Bonaly                     | Véronique Fleury         | Malika Tahir             |
| 1997      | Amiens               | Surya Bonaly                     | Vanessa Gusmeroli        | Gwenaëlle Jullien        |
| 1998      | Besançon             | Laetitia Hubert                  | Surya Bonaly             | Vanessa Gusmeroli        |
| 1999      | Lyon                 | Laetitia Hubert                  | Vanessa Gusmeroli        | Christelle Miro          |
| 2000      | Courchevel           | Vanessa Gusmeroli                | Gwenaëlle Jullien        | Julie Cortial            |
| 2001      | Briançon             | Vanessa Gusmeroli                | Laetitia Hubert          | Christelle Miro          |
| 2002      | Grenoble             | Vanessa Gusmeroli                | Laetitia Hubert          | Anne-Sophie Calvez       |
| 2003      | Asnières-sur-Seine   | Candice Didier                   | Anne-Sophie Calvez       | Christelle Miro          |
| 2004      | Briançon             | Candice Didier                   | Anne-Sophie Calvez       | Gwendoline Didier        |
| 2005      | Rennes               | Nadège Bobillier                 | Anne-Sophie Calvez       | Laura Dutertre           |
| 2006      | Besançon             | Nadège Bobillier                 | Celine Lacour            | Laura Dutertre           |
| 2007      | Orléans              | Anne-Sophie Calvez               | Candice Didier           | Laura Dutertre           |
| 2008      | Megève               | Gwendoline Didier                | Chloé Dépouilly          | Julie Cagnon             |
| 2009      | Colmar               | Candice Didier                   | Maé-Bérénice Méité       | Sandra Sitbon            |
| 2010      | Marseille            | Léna Marrocco                    | Maé-Bérénice Méité       | Gwendoline Didier        |
| 2011      | Tours                | Yrétha Silété                    | Lénaëlle Gilleron-Gorry  | Maé-Bérénice Méité       |
| 2012      | Dammarie-les-Lys     | Yrétha Silété                    | Maé-Bérénice Méité       | Anaïs Ventard            |
| 2013      | Straßburg            | Anaïs Ventard                    | Maé-Bérénice Méité       | Laurine Lecavelier       |
| 2014      | Vaujany              | Maé-Bérénice Méité               | Laurine Lecavelier       | Anaïs Ventard            |
| 2015      | Megève               | Maé-Bérénice Méité               | Laurine Lecavelier       | Léa Serna                |
| 2016      | Épinal               | Maé-Bérénice Méité               | Laurine Lecavelier       | Alizée Crozet            |
| 2017      | Caen                 | Laurine Lecavelier               | Maé-Bérénice Méité       | Alizée Crozet            |
| 2018      | Nantes               | Maé-Bérénice Méité               | Laurine Lecavelier       | Léa Serna                |
| 2019      | Vaujany              | Maé-Bérénice Méité               | Laurine Lecavelier       | Julie Froetscher         |
| 2020      | Dunkerque            | Maé-Bérénice Méité               | Maïa Mazzara             | Léa Serna                |
| 2021      | Vaujany              | Léa Serna                        | Maïa Mazzara             | Lola Ghozali             |
| 2022      | Cergy                | Léa Serna                        | Lorine Schild            | Lola Ghozali             |
| 2023      | Rouen                | Léa Serna                        | Lorine Schild            | Maïa Mazzara             |
| 2024      | Vaujany              | Lorine Schild                    | Stefania Gladki          | Léa Serna                |
| 2025      | Annecy               | Stefania Gladki                  | Léa Serna                | Eve Dubecq               |

### Paare
| Jahr      | Ort                  | Meister                                       | Vize                                          | Dritter                               |
| --------- | -------------------- | --------------------------------------------- | --------------------------------------------- | ------------------------------------- |
| 1911      | Paris                | Mlle. Aysaghea / Charles Sabouret             | /                                             | /                                     |
| 1912      | Paris                | Anita del Monte-Nahmias / Louis Magnus        | /                                             | /                                     |
| 1913      | Paris                | Simone Poujade / Francis Pigueron             | /                                             | /                                     |
| 1914      | Paris                | Simone Poujade / Francis Pigueron             | /                                             | /                                     |
| 1915–1919 | keine Wettbewerbe    | keine Wettbewerbe                             | keine Wettbewerbe                             | keine Wettbewerbe                     |
| 1921      | Paris                | Simone Poujade / Francis Pigueron             | /                                             | /                                     |
| 1922      | Paris                | Yvonne Bourgeois / Francis Pigueron           | /                                             | /                                     |
| 1923      | Paris                | Yvonne Bourgeois / Francis Pigueron           | /                                             | /                                     |
| 1924      | Paris                | Andrée Joly / Pierre Brunet                   | /                                             | /                                     |
| 1925      | Paris                | Andrée Joly / Pierre Brunet                   | /                                             | /                                     |
| 1926      | Paris                | Andrée Joly / Pierre Brunet                   | /                                             | /                                     |
| 1927      | Paris                | Andrée Joly / Pierre Brunet                   | /                                             | /                                     |
| 1928      | Paris                | Andrée Joly / Pierre Brunet                   | /                                             | /                                     |
| 1929      | Chamonix             | Andrée Joly / Pierre Brunet                   | /                                             | /                                     |
| 1930      | Mont Revard          | Andrée Joly-Brunet / Pierre Brunet            | /                                             | /                                     |
| 1931      | Font-Romeu           | Andrée Joly-Brunet / Pierre Brunet            | /                                             | /                                     |
| 1932      | Paris                | Andrée Joly-Brunet / Pierre Brunet            | /                                             | /                                     |
| 1933      | Paris                | Andrée Joly-Brunet / Pierre Brunet            | /                                             | /                                     |
| 1934      | Paris                | Elvire Barbey / Louis Barbey                  | /                                             | /                                     |
| 1935      | Paris                | Andrée Joly-Brunet / Pierre Brunet            | /                                             | /                                     |
| 1936      | Paris                | Elvire Barbey / Louis Barbey                  | /                                             | /                                     |
| 1937      | Paris                | Suzy Boulesteix / Jean Henrion                | /                                             | /                                     |
| 1938      | Paris                | Suzy Boulesteix / Jean Henrion                | /                                             | /                                     |
| 1939      | Paris                | Soumi Sakomoto / Guy Pigier                   | /                                             | /                                     |
| 1940–1941 | keine Wettbewerbe    | keine Wettbewerbe                             | keine Wettbewerbe                             | keine Wettbewerbe                     |
| 1942      | Paris                | Denise Fayolle / Guy Pigier                   | /                                             | /                                     |
| 1943–1945 | keine Wettbewerbe    | keine Wettbewerbe                             | keine Wettbewerbe                             | keine Wettbewerbe                     |
| 1946      | Paris                | Denise Favart / Jacques Favart                | /                                             | /                                     |
| 1947      | Paris                | Denise Favart / Jacques Favart                | Denise Fayolle / Guy Pigier                   | /                                     |
| 1948      | Paris                | Denise Favart / Jacques Favart                | /                                             | /                                     |
| 1949      | Paris                | Denise Favart / Jacques Favart                | /                                             | /                                     |
| 1950      | Paris                | Jacqueline du Bief / Tony Font                | /                                             | /                                     |
| 1951      | Paris                | Jacqueline du Bief / Tony Font                | /                                             | /                                     |
| 1952      | kein Wettbewerb      | kein Wettbewerb                               | kein Wettbewerb                               | kein Wettbewerb                       |
| 1953      | Paris                | Nadine Damien / Jean Vives                    | /                                             | /                                     |
| 1954      | Paris                | Colette Tarozzi / Jean Vives                  | /                                             | /                                     |
| 1955      | kein Wettbewerb      | kein Wettbewerb                               | kein Wettbewerb                               | kein Wettbewerb                       |
| 1956      | Boulogne-Billancourt | Michèle Allard / Alain Giletti                | Colette Tarozzi / Jean Vives                  | /                                     |
| 1957      | Boulogne-Billancourt | Colette Tarozzi / Jean Vives                  | /                                             | /                                     |
| 1958      | Boulogne-Billancourt | Anny Hirsch / Jean Vives                      | /                                             | /                                     |
| 1959      | Boulogne-Billancourt | Anny Hirsch / Jean Vives                      |                                               |                                       |
| 1960      | Boulogne-Billancourt | Micheline Joubert / Philippe Pélissier        | /                                             | /                                     |
| 1961      | Boulogne-Billancourt | Micheline Joubert / Philippe Pélissier        | /                                             | /                                     |
| 1962      | Boulogne-Billancourt | Micheline Joubert / Philippe Pélissier        | /                                             | /                                     |
| 1964      | Boulogne-Billancourt | Micheline Joubert / Alain Trouillet           | Noëlle Santerne / Yvan Le Théry               | /                                     |
| 1965      | Boulogne-Billancourt | Noëlle Santerne / Yvan Le Théry               | /                                             | /                                     |
| 1966      | Boulogne-Billancourt | Noëlle Santerne / Yvan Le Théry               | Anny Hirsch / Jean Vives                      | /                                     |
| 1967      | Boulogne-Billancourt | Fabienne Etlensperger / Jean-Roland Racle     | Noëlle Santerne / Yvan Le Théry               | /                                     |
| 1968      | Lyon                 | Fabienne Etlensperger / Jean-Roland Racle     | Florence Cahn / Jean-Pierre Rondel            | Chantal Malderez / Gerard Malderez    |
| 1969      | Boulogne-Billancourt | Mona Szabo / Pierre Szabo                     | Florence Cahn / Jean-Pierre Rondel            | Chantal Malderez / Gerard Malderez    |
| 1970      | Boulogne-Billancourt | Mona Szabo / Pierre Szabo                     | /                                             | /                                     |
| 1971      | Megève               | Florence Cahn / Jean-Roland Racle             | Pascale Kovelmann / Jean-Pierre Rondel        | /                                     |
| 1972      | Chamonix             | Florence Cahn / Jean-Roland Racle             | Pascale Kovelmann / Jean-Pierre Rondel        | /                                     |
| 1973      | Strasbourg           | Florence Cahn / Jean-Roland Racle             | Pascale Kovelmann / Jean-Pierre Rondel        | /                                     |
| 1974      | Boulogne-Billancourt | Florence Cahn / Jean-Roland Racle             | Pascale Kovelmann / Jean-Pierre Rondel        | Catherine Brunet / Philippe Brunet    |
| 1975      | Reims                | Pascale Kovelmann / Jean-Roland Racle         | Véronique Levan / Philippe Ramon              | /                                     |
| 1976      | Asnières-sur-Seine   | Caroline Verchère / Jean-Pierre Rondel        | Sabine Fuchs / Xavier Videau                  | Catherine Brunet / Philippe Brunet    |
| 1977      | Amiens               | Sabine Fuchs / Xavier Videau                  | Catherine Brunet / Philippe Brunet            | Véronique Levan / Philippe Ramon      |
| 1978      | Belfort              | Sabine Fuchs / Xavier Videau                  | Catherine Brunet / Philippe Brunet            | /                                     |
| 1979      | Tours                | Sabine Fuchs / Xavier Videau                  | Catherine Brunet / Philippe Brunet            | /                                     |
| 1980      | Reims                | Hélène Glabek / Xavier Videau                 | Katia Dubec / Xavier Douillard                | Catherine Brunet / Philippe Brunet    |
| 1981      | Anglet               | Nathalie Tortel / Xavier Videau               | Nathalie Tortel / Gilles Chauvet              | Catherine Brunet / Philippe Brunet    |
| 1982      | Asnières-sur-Seine   | Nathalie Tortel / Xavier Videau               | Cathy Gallière / Lionel Delieutraz            | /                                     |
| 1983      | Bordeaux             | Nathalie Tortel / Xavier Douillard            | Cathy Gallière / Lionel Delieutraz            | /                                     |
| 1984      | Megève               | Sylvie Vaquero / Didier Manaud                | Christine Plisson / Gilles Chauvet            |                                       |
| 1985      | Belfort              | Sylvie Vaquero / Didier Manaud                | Astrid Cordeau / Guy Renault                  |                                       |
| 1986      | Franconville         | Sylvie Vaquero / Didier Manaud                | Christine Plisson / Gilles Chauvet            | Celine Cloix / Nicolas Desquenne      |
| 1987      | Épinal               | Charline Mauger / Benoît Vandenberghe         | Sylvie Vaquero / Didier Manaud                | Christine Plisson / Gilles Chauvet    |
| 1988      | Grenoble             | Valérie Binsse / Jean-Christophe Mbonyinshuti |                                               |                                       |
| 1989      | Caen                 | Surya Bonaly / Benoît Vandenberghe            | Valérie Binsse / Jean-Christophe Mbonyinshuti |                                       |
| 1990–1991 | kein Wettbewerb      | kein Wettbewerb                               | kein Wettbewerb                               | kein Wettbewerb                       |
| 1992      | Colombes             | Line Haddad / Sylvain Privé                   |                                               |                                       |
| 1993      | Grenoble             | Marie-Pierre Leray / Frédéric Lipka           | Sarah Abitbol / Stéphane Bernadis             | Line Haddad / Sylvain Privé           |
| 1994      | Grenoble             | Sarah Abitbol / Stéphane Bernadis             | Line Haddad / Sylvain Privé                   | Sophie Guestault / François Guestault |
| 1995      | Bordeaux             | Sarah Abitbol / Stéphane Bernadis             | Line Haddad / Sylvain Privé                   | Emilie Gras / Frédéric Lipka          |
| 1996      | Albertville          | Sarah Abitbol / Stéphane Bernadis             | Line Haddad / Sylvain Privé                   | Sophie Guestault / François Guestault |
| 1997      | Amiens               | Sarah Abitbol / Stéphane Bernadis             | Sophie Guestault / François Guestault         | Alexandra Roger / Vivien Roland       |
| 1998      | Briançon             | Sarah Abitbol / Stéphane Bernadis             | Line Haddad / Sylvain Privé                   | Alexandra Roger / Vivien Roland       |
| 1999      | Lyon                 | Sarah Abitbol / Stéphane Bernadis             |                                               |                                       |
| 2000      | Courchevel           | Sarah Abitbol / Stéphane Bernadis             | Catherine Huc / Vivien Rolland                |                                       |
| 2001      | Briançon             | Sarah Abitbol / Stéphane Bernadis             | Sabrina Lefrancois / Jerome Blanchard         | Marie-Pierre Leray / Nicolas Osseland |
| 2002      | Grenoble             | Sarah Abitbol / Stéphane Bernadis             | Marie-Pierre Leray / Nicolas Osseland         | Lucie Stadelman / Yannick Bonheur     |
| 2003      | Asnières-sur-Seine   | Sarah Abitbol / Stéphane Bernadis             | Sabrina Lefrancois / Jerome Blanchard         | Marylin Pla / Yannick Bonheur         |
| 2004      | Briançon             | Sabrina Lefrancois / Jerome Blanchard         | Marylin Pla / Yannick Bonheur                 |                                       |
| 2005      | Rennes               | Marylin Pla / Yannick Bonheur                 | Coralie Zielinski / Jean Louis Lacaille       |                                       |
| 2006      | Besançon             | Marylin Pla / Yannick Bonheur                 | Rinata Araslanova / Jerome Blanchard          | Mélodie Chataigner / Medhi Bouzzine   |
| 2007      | Orléans              | Marylin Pla / Yannick Bonheur                 | Adeline Canac / Maxima Coia                   | Mélodie Chataigner / Medhi Bouzzine   |
| 2008      | Megève               | Adeline Canac / Maximin Coia                  | Mélodie Chataigner / Medhi Bouzzine           | Camille Foucher / Bruno Massot        |
| 2009      | Colmar               | Adeline Canac / Maximin Coia                  | Mélodie Chataigner / Medhi Bouzzine           | Camille Foucher / Bruno Massot        |
| 2010      | Marseille            | Vanessa James / Yannick Bonheur               | Adeline Canac / Maximin Coia                  | Mélodie Chataigner / Medhi Bouzzine   |
| 2011      | Tours                | Adeline Canac / Yannick Bonheur               | Mélodie Chataigner / Medhi Bouzzine           | Anne-Laure Letscher / Bruno Massot    |
| 2012      | Dammarie-les-Lys     | Darja Popowa / Bruno Massot                   | Vanessa James / Morgan Ciprès                 | Anne-Laure Letscher / Artem Patlasov  |
| 2013      | Straßburg            | Vanessa James / Morgan Ciprès                 | Darja Popowa / Bruno Massot                   |                                       |
| 2014      | Vaujany              | Vanessa James / Morgan Ciprès                 |                                               |                                       |
| 2015      | Megève               | Vanessa James / Morgan Ciprès                 | Darja Popowa / Andreï Novoselov               |                                       |
| 2016      | Épinal               | Vanessa James / Morgan Ciprès                 | Camille Mendoza / Pavel Kovalev               |                                       |
| 2017      | Caen                 | Vanessa James / Morgan Ciprès                 | Lola Esbrat / Andreï Novoselov                | Camille Mendoza / Pavel Kovalev       |
| 2018      | Nantes               | Lola Esbrat / Andreï Novoselov                | Cleo Hamon / Denys Strekalin                  | Coline Keriven / Noel Antoine Pierre  |
| 2019      | Vaujany              | Vanessa James / Morgan Ciprès                 | Cleo Hamon / Denys Strekalin                  | Camille Mendoza / Pavel Kovalev       |
| 2020      | Dunkerque            | Cleo Hamon / Denys Strekalin                  | Camille Mendoza / Pavel Kovalev               | Coline Keriven / Noel Antoine Pierre  |
| 2021      | Vaujany              | Cleo Hamon / Denys Strekalin                  | Coline Keriven / Noel Antoine Pierre          |                                       |
| 2022      | Cergy                | Camille Kovalev / Pavel Kovalev               | Coline Keriven / Noël-Antoine Pierre          |                                       |
| 2023      | Rouen                | Camille Kovalev / Pavel Kovalev               | Oxana Vouillamoz / Flavien Giniaux            | Aurélie Faula / Théo Belle            |
| 2024      | Vaujany              | Camille Kovalev / Pavel Kovalev               | Océane Piegad / Denys Strekalin               | Aurélie Faula / Théo Belle            |
| 2025      | Annecy               | Camille Kovalev / Pavel Kovalev               | Aurélie Faula / Théo Belle                    | Louise Ehrhard / Matthis Pellegris    |

### Eistanz
| Jahr      | Ort                  | Meister                                    | Vize                                         | Dritter                                       |
| --------- | -------------------- | ------------------------------------------ | -------------------------------------------- | --------------------------------------------- |
| 1948      | Paris                | Jacqueline Meudec / Henri Meudec           | Genevieve Chamby / Jacques Potin             | Micheline Mercier / Jean Streicher            |
| 1949–1952 | keine Wettbewerbe    | keine Wettbewerbe                          | keine Wettbewerbe                            | keine Wettbewerbe                             |
| 1953      | Paris                | Claude-Gisele Weinstein / Claude Lambert   | Christiane Duvois / Jean Paul Guhel          | Fanny Besson / Andre Dauger                   |
| 1954      | Paris                | Fanny Besson / Jean Paul Guhel             | Claude-Gisele Weinstein / Claude Lambert     | /                                             |
| 1955      | Lyon                 | Fanny Besson / Jean Paul Guhel             | Claude-Gisele Weinstein / Claude Lambert     | /                                             |
| 1956      | Paris                | Fanny Besson / Jean Paul Guhel             | Christiane Elien / Claude Lambert            | Claude Lizieux / Jacques Mer                  |
| 1957      | Boulogne-Billancourt | Fanny Besson / Jean Paul Guhel             | Christiane Elien / Claude Lambert            | Annick de Trentinian / Jacques Mer            |
| 1958      | Boulogne-Billancourt | Christiane Guhel / Jean Paul Guhel         | Annick de Trentinian / Philippe Aumond       | Bernadette Montlahuc / Dominique Duchesne     |
| 1959      | Boulogne-Billancourt | Christiane Guhel / Jean Paul Guhel         | Annick de Trentinian / Philippe Aumond       | Armelle Flichy / Pierre Brun                  |
| 1960      | Boulogne-Billancourt | Christiane Guhel / Jean Paul Guhel         | Armelle Flichy / Pierre Brun                 | Annick de Trentinian / Jacques Mer            |
| 1961      | Boulogne-Billancourt | Christiane Guhel / Jean Paul Guhel         | Armelle Flichy / Pierre Brun                 | Michele Raisin / Jean-Claude Berthy           |
| 1962      | Boulogne-Billancourt | Christiane Guhel / Jean Paul Guhel         | Armelle Flichy / Pierre Brun                 | Ghislaine Houdas / Francis Gamichon           |
| 1963      | Boulogne-Billancourt | Armelle Flichy / Pierre Brun               | Ghislaine Bertrand-Houdas / Francis Gamichon | Brigitte Martin / Daniel Georget              |
| 1964      | Boulogne-Billancourt | Ghislaine Bertrand-Houdas / Pierre Brun    | Brigitte Martin / Francis Gamichon           | /                                             |
| 1965      | Boulogne-Billancourt | Brigitte Martin / Francis Gamichon         | Elyane Morand / Daniel Georget               | /                                             |
| 1966      | Boulogne-Billancourt | Brigitte Martin / Francis Gamichon         | /                                            | /                                             |
| 1967      | Boulogne-Billancourt | Brigitte Martin / Francis Gamichon         | Pascale Aynes / Pascal Germe                 | Elisabeth Bugiel / Michel Bouttier            |
| 1968      | Lyon                 | Claude Couste / Jean-Pierre Noullet        | Mireille Klausner / Jean-Louis Schilz        | Pascale Aynes / Pascal Germe                  |
| 1969      | Boulogne-Billancourt | Eliane Vachon-France / Jean-Pierre Noullet | Anne-Claude Wolfers / Roland Mars            | Elisabeth Bugiel / Michel Bouttier            |
| 1970      | Lyon                 | Elisabeth Bugiel / Michel Bouttier         | Anne-Claude Wolfers / Roland Mars            | Brigitte Ydrault / Pascal Germe               |
| 1971      | Boulogne-Billancourt | Anne-Claude Wolfers / Roland Mars          | Elisabeth Bugiel / Michel Bouttier           | Brigitte Ydrault / Pascal Germe               |
| 1972      | Reims                | Anne-Claude Wolfers / Roland Mars          | Martine Coqblin / Pascal Germe               | Muriel Boucher / Yves Malatier                |
| 1973      | Asnières-sur-Seine   | Anne-Claude Wolfers / Roland Mars          | Claude Couste / Eric Couste                  | Muriel Boucher / Yves Malatier                |
| 1974      | Viry-Châtillon       | Muriel Boucher / Yves Malatier             | Frederique Ramlot / Dominique Laurent        | Marie-Joelle Michel / Frederic Garcin         |
| 1975      | Toulon               | Marie-Joelle Michel / Frederic Garcin      | Muriel Boucher / Yves Malatier               | Frederique Ramlot / Dominique Laurent         |
| 1976      | Rouen                | Marie-Joelle Michel / Frederic Garcin      | Muriel Boucher / Yves Malatier               | Martine Olivier / Yves Tarayre                |
| 1977      | Tours                | Muriel Boucher / Yves Malatier             | Martine Olivier / Yves Tarayre               | Catherine Nicod / Roland Teyssot              |
| 1978      | Belfort              | Muriel Boucher / Yves Malatier             | Martine Olivier / Yves Tarayre               | Catherine Le Bail / Pierre Béchu              |
| 1979      | Belfort              | Martine Olivier / Yves Tarayre             | Nathalie Herve / Pierre Béchu                | Isabelle Couquart / Philippe Boissier         |
| 1980      | Dijon                | Nathalie Herve / Pierre Béchu              | Geraldine Inghelaere / Yves Tarayre          | Martine Olivier / Philippe Boissier           |
| 1981      | Toulon               | Nathalie Herve / Pierre Béchu              | Martine Olivier / Philippe Boissier          | Pascale Wlachet / Eric Le Mercier             |
| 1982      | Arcachon             | Nathalie Herve / Pierre Béchu              | Martine Olivier / Philippe Boissier          | Sophie Schmidt / Eric Desplats                |
| 1983      | Epinal               | Nathalie Herve / Pierre Béchu              | Martine Olivier / Philippe Boissier          | Guillemette Ferial / Eric Chamoin             |
| 1984      | Toulouse             | Nathalie Herve / Pierre Béchu              | Sophie Mérigot / Philippe Berthe             | Martine Olivier / Philippe Boissier           |
| 1985      | Angers               | Sophie Mérigot / Philippe Berthe           | Martine Olivier / Philippe Boissier          | Isabelle Cousin / Martial Mette               |
| 1986      | Lyon                 | Isabelle Duchesnay / Paul Duchesnay        | Isabelle Cousin / Martial Mette              | Agnes Mommeja / Eric Mommeja                  |
| 1987      | Dijon                | Isabelle Duchesnay / Paul Duchesnay        | Corinne Paliard / Didier Courtois            | Dominique Yvon / Frederic Palluel             |
| 1988      | Lyon                 | Corinne Paliard / Didier Courtois          | Dominique Yvon / Frederic Palluel            | Sophie Moniotte / Pascal Lavanchy             |
| 1989      | Limoges              | Dominique Yvon / Frederic Palluel          | Sophie Moniotte / Pascal Lavanchy            | Christelle Gautier / Alberick Dalongeville    |
| 1990      | Bordeaux             | Isabelle Duchesnay / Paul Duchesnay        | Dominique Yvon / Frederic Palluel            | Isabelle Sarech / Xavier Debernis             |
| 1991      | Dijon                | Isabelle Duchesnay / Paul Duchesnay        | Sophie Moniotte / Pascal Lavanchy            | Isabelle Sarech / Xavier Debernis             |
| 1992      | Bordeaux             | Dominique Yvon / Frederic Palluel          | Sophie Moniotte / Pascal Lavanchy            | Marina Morel / Gwendal Peizerat               |
| 1993      | La Roche-sur-Yon     | Sophie Moniotte / Pascal Lavanchy          | Marina Morel / Gwendal Peizerat              | Irina Le Bed / Alexandre Piton                |
| 1994      | Athis-Mons           | Sophie Moniotte / Pascal Lavanchy          | Marina Anissina / Gwendal Peizerat           | Bérangère Nau / Luc Moneger                   |
| 1995      | Besançon             | Sophie Moniotte / Pascal Lavanchy          | Marina Anissina / Gwendal Peizerat           | Barbara Piton / Alexandre Piton               |
| 1996      | Lyon                 | Marina Anissina / Gwendal Peizerat         | Barbara Piton / Alexandre Piton              | Agnes Jacquemard / Alexis Gayet               |
| 1997      | Bordeaux             | Marina Anissina / Gwendal Peizerat         | Sophie Moniotte / Pascal Lavanchy            | Barbara Piton / Alexandre Piton               |
| 1998      | Briançon             | Marina Anissina / Gwendal Peizerat         | Sophie Moniotte / Pascal Lavanchy            | Dominique Deniaud / Martial Jaffredo          |
| 1999      | Lyon                 | Marina Anissina / Gwendal Peizerat         | Dominique Deniaud / Martial Jaffredo         | Isabelle Delobel / Olivier Schoenfelder       |
| 2000      | Courchevel           | Marina Anissina / Gwendal Peizerat         | Isabelle Delobel / Olivier Schoenfelder      | Alia Ouabdelsselam / Benjamin Delmas          |
| 2001      | Briançon             | Marina Anissina / Gwendal Peizerat         | Isabelle Delobel / Olivier Schoenfelder      | Alia Ouabdelsselam / Benjamin Delmas          |
| 2002      | Grenoble             | Alia Ouabdelsselam / Benjamin Delmas       | Roxane Petetin / Mathieu Jost                | Caroline Truong / Sylvain Longchambon         |
| 2003      | Asnières-sur-Seine   | Isabelle Delobel / Olivier Schoenfelder    | Roxane Petetin / Mathieu Jost                | Nathalie Péchalat / Fabian Bourzat            |
| 2004      | Briançon             | Isabelle Delobel / Olivier Schoenfelder    | Roxane Petetin / Mathieu Jost                | Nathalie Péchalat / Fabian Bourzat            |
| 2005      | Rennes               | Isabelle Delobel / Olivier Schoenfelder    | Nathalie Péchalat / Fabian Bourzat           | Eve Bentley / Cedric Pernet                   |
| 2006      | Besançon             | Isabelle Delobel / Olivier Schoenfelder    | Nathalie Péchalat / Fabian Bourzat           | Pernelle Carron / Mathieu Jost                |
| 2007      | Orléans              | Isabelle Delobel / Olivier Schoenfelder    | Nathalie Péchalat / Fabian Bourzat           | Pernelle Carron / Mathieu Jost                |
| 2008      | Megève               | Isabelle Delobel / Olivier Schoenfelder    | Pernelle Carron / Mathieu Jost               | Zoé Blanc / Pierre Loup Bouquet               |
| 2009      | Colmar               | Nathalie Péchalat / Fabian Bourzat         | Pernelle Carron / Mathieu Jost               | Terra Findlay / Benoît Richaud                |
| 2010      | Marseille            | Pernelle Carron / Lloyd Jones              | Zoé Blanc / Pierre-Loup Bouquet              | Olga Orlova / Mathieu Jost                    |
| 2011      | Tours                | Nathalie Péchalat / Fabian Bourzat         | Pernelle Carron / Lloyd Jones                | Zoé Blanc / Pierre-Loup Bouquet               |
| 2012      | Dammarie-les-Lys     | Nathalie Péchalat / Fabian Bourzat         | Pernelle Carron / Lloyd Jones                | Zoé Blanc / Pierre-Loup Bouquet               |
| 2013      | Straßburg            | Nathalie Péchalat / Fabian Bourzat         | Pernelle Carron / Lloyd Jones                | Sarah Robert-Sifaoui / Aleksandr Ljubtschenko |
| 2014      | Vaujany              | Nathalie Péchalat / Fabian Bourzat         | Gabriella Papadakis / Guillaume Cizeron      | Anastasia Voronkova / Jérémie Flemin          |
| 2015      | Megève               | Gabriella Papadakis / Guillaume Cizeron    | Marie-Jade Lauriault / Romain Le Gac         | Péroline Ojardias / Michael Bramante          |
| 2016      | Épinal               | Gabriella Papadakis / Guillaume Cizeron    | Lorenza Alessandrini / Pierre Souquet        | Péroline Ojardias / Michael Bramante          |
| 2017      | Caen                 | Gabriella Papadakis / Guillaume Cizeron    | Marie-Jade Lauriault / Romain Le Gac         | Lorenza Alessandrini / Pierre Souquet         |
| 2018      | Nantes               | Gabriella Papadakis / Guillaume Cizeron    | Marie-Jade Lauriault / Romain Le Gac         | Angélique Abachkina / Louis Thauron           |
| 2019      | Vaujany              | Gabriella Papadakis / Guillaume Cizeron    | Marie-Jade Lauriault / Romain Le Gac         | Adelina Galyavieva / Louis Thauron            |
| 2020      | Dunkerque            | Gabriella Papadakis / Guillaume Cizeron    | Adelina Galyavieva / Louis Thauron           | Evgeniia Lopareva / Geoffrey Brissaud         |
| 2021      | Vaujany              | Adelina Galyavieva / Louis Thauron         | Evgeniia Lopareva / Geoffrey Brissaud        |                                               |
| 2022      | Cergy                | Gabriella Papadakis / Guillaume Cizeron    | Evgeniia Lopareva / Geoffrey Brissaud        | Loïcia Demougeot / Théo Le Mercier            |
| 2023      | Rouen                | Evgeniia Lopareva / Geoffrey Brissaud      | Loïcia Demougeot / Théo Le Mercier           | Lou Terreaux / Noé Perron                     |
| 2024      | Vaujany              | Evgeniia Lopareva / Geoffrey Brissaud      | Loïcia Demougeot / Théo Le Mercier           | Marie Dupayage / Thomas Nabais                |
| 2025      | Annecy               | Evgeniia Lopareva / Geoffrey Brissaud      | Loïcia Demougeot / Théo Le Mercier           | Natacha Lagouge / Arnaud Caffa                |

## Die erfolgreichsten Teilnehmer bei Französischen Meisterschaften

### Die erfolgreichsten Eiskunstläufer bei Französischen Meisterschaften
|     | Name                   | Titel | Jahre                 |
| --- | ---------------------- | ----- | --------------------- |
| 1.  | Alain Giletti          | 10    | 1951–1957, 1959–1961  |
| 2.  | Jean Henrion           | 8     | 1932–1939             |
| .   | Jean-Christophe Simond | 8     | 1976–1977, 1979–1984  |
| .   | Brian Joubert          | 8     | 2003–2008, 2011–2012  |
| 5.  | Pierre Brunet          | 7     | 1924–1925, 1927–1931  |
| .   | Patrick Péra           | 7     | 1966–1972             |
| 7.  | Kévin Aymoz            | 6     | 2017, 2019–2022, 2025 |
| 8.  | Francis Pigueron       | 5     | 1913, 1920–1923       |
| .   | Alain Calmat           | 5     | 1958, 1962–1965       |
| 10. | Louis Magnus           | 4     | 1908–1911             |
| .   | Éric Millot            | 4     | 1990–1993             |
| .   | Philippe Candeloro     | 4     | 1994–1997             |
| .   | Florent Amodio         | 4     | 2010, 2013–2015       |

### Die erfolgreichsten Eiskunstläuferinnen bei Französischen Meisterschaften
|    | Name                | Titel | Jahre                |
| -- | ------------------- | ----- | -------------------- |
| 1. | Andrée Joly         | 10    | 1921–1930            |
| 2. | Surya Bonaly        | 9     | 1989–1997            |
| 3. | Gaby Clericetti     | 6     | 1931–1936            |
| .  | Jacqueline du Bief  | 6     | 1947–1952            |
| .  | Nicole Hassler      | 6     | 1960, 1962–1966      |
| .  | Marie-Claude Bierre | 6     | 1972–1977            |
| .  | Agnès Gosselin      | 6     | 1983–1988            |
| .  | Maé-Bérénice Méité  | 6     | 2014–2016, 2018–2020 |